# شکیبایی (فیلم ۲۰۱۸)
شکیبایی (به انگلیسی: Fortitude) فیلمی به کارگردانی رشید مالیکوف محصول سال ۲۰۱۸ است.

## داستان
سال ۱۹۸۹. سیدولا افسر سابق ارتش شوروی است که اکنون در خانه‌ای کوچک تنها زندگی می‌کند. خانه پسرش نیز در همان روستاست، اما با پدرش ارتباطی ندارد و اجازه نمی‌دهد او نوه‌اش را ببیند. سیدولا اغلب تصاویری رویامانند را تجربه می‌کند. یکی از دوستان قدیمی‌اش در ارتش به دیدار او می‌آید؛ درست با همان ظاهر، یونیفرم و اسلحه‌ای که سیدولا او را برای آخرین بار در زمانِ زنده بودنش دیده بود. در جریان یک معاینه پزشکی سیدولا متوجه می‌شود مبتلا به سرطان است. او می‌داند که زمان زیادی برایش باقی نمانده، درحالی‌که باید چند مسئله مهم را سروسامان دهد؛ فراهم کردن منبع آب برای مدرسه، بهبود رابطه با پسرش و دیدار با همکاران سابق خود.

## جشنواره جهانی فیلم فجر
این فیلم در بخش جلوه‌گاه شرق سی و هفتمین جشنواره جهانی فیلم فجر حضور داشت. این جشنواره از ۲۹ فروردین تا ۶ اردیبهشت ۱۳۹۸ در شهر تهران برگزار شد.